# José João Adão de Liechtenstein
José João Adão, o Príncipe do Liechtenstein, (Viena, 25 de maio de 1690 - Valtice, 16 de dezembro de 1732) foi o 6 º Príncipe do Liechtenstein entre 1721 e 1732. Ele era o único filho vivo de Antônio Floriano. 
José João Adão servido sob o seu pai por um curto período de tempo durante a Guerra da Sucessão Espanhola e depois lutou contra o francês sob o Duque de Marlborough. Após o Tratado de Utreque ele se tornou o conselheiro imperial de Viena.
Ele foi o 661º Cavaleiro da Ordem do Tosão de Ouro, na Áustria. 

## Casamentos
José casou com sua prima Gabriela de Liechtenstein (12 de Julho de 1692 - 7 Nov 1713), filha de João Adão I, em 1 de dezembro de 1712. Eles tiveram um filho: 
- Príncipe Carlos Antônio (1713-1715)

Em 3 de fevereiro de 1716 ele casou com (27 de Setembro de 1698-23 fevereiro 1716), mas sua nova noiva morreu apenas 20 dias após o casamento. 
Em 3 de agosto de 1716, em Viena, ele casou com Maria Ana de Oettingen-Spielberg (12 setembro 1693 - 15 de abril de 1729), filha de Francisco Alberto de Oettingen-Spielberg. Eles tiveram três filhos: 
- Príncipe José Antônio (1720-1723)
- João Nepomuceno Carlos do Liechtenstein(6 de Julho de 1724 - 22 dezembro 1748)
- Princesa Maria Teresa (28 de dezembro de 1721 - 19 janeiro 1753)

Em 1729, casou com Josefa Maria Ana de Kottulinsky (12 maio 1707 - 6 de Fevereiro de 1788). 
José João Adão morreu em 16 de Dezembro de 1732.